# 上牧町
上牧町（かんまきちょう）は、奈良県北葛城郡の町。奈良県の北西部に位置する。

## 地理
奈良盆地の西部、馬見丘陵のほぼ中心に位置する。奈良市へは北東約20km、大阪市へは約25kmの距離にある。

### 町域・郵便番号
- 639-0201 片岡台 （かたおかだい） 1丁目～3丁目
- 639-0215 葛城台 （かつらぎだい） 1丁目～5丁目
- 639-0214 上牧 （かんまき）
- 639-0202 桜ケ丘 （さくらがおか） 1丁目～3丁目
- 639-0205 下牧 （しもまき）
- 639-0205 下牧 （しもまき） 1丁目～7丁目
- 639-0216 松里園 （しょうりえん） 1丁目～3丁目
- 639-0211 滝川台 （たきがわだい） 1丁目～2丁目
- 639-0203 友が丘 （ともがおか） 1丁目～2丁目
- 639-0217 中筋出作 （なかすじしゅつさく）
- 639-0212 服部台 （はっとりだい） 1丁目～5丁目
- 639-0204 緑ケ丘 （みどりがおか） 1丁目～2丁目
- 639-0213 米山台 （よねやまだい） 1丁目～6丁目
- 639-0206 ゆりが丘　(ゆりがおか) 1丁目
- 639-0218 ささゆり台　(ささゆりだい) 1丁目～3丁目

## 人口
| |                                        |  |
| 上牧町と全国の年齢別人口分布（2005年） | 上牧町の年齢・男女別人口分布（2005年） |  |
| ■紫色 ― 上牧町 ■緑色 ― 日本全国 | ■青色 ― 男性 ■赤色 ― 女性              |  |
| 上牧町（に相当する地域）の人口の推移 \| 1970年（昭和45年） \| 4,483人 \| \| \| 1975年（昭和50年） \| 11,499人 \| \| \| 1980年（昭和55年） \| 16,452人 \| \| \| 1985年（昭和60年） \| 18,826人 \| \| \| 1990年（平成2年） \| 21,336人 \| \| \| 1995年（平成7年） \| 23,811人 \| \| \| 2000年（平成12年） \| 24,005人 \| \| \| 2005年（平成17年） \| 24,953人 \| \| \| 2010年（平成22年） \| 23,728人 \| \| \| 2015年（平成27年） \| 22,054人 \| \| \| 2020年（令和2年） \| 21,714人 \| \| |                                        |  |
| 総務省統計局 国勢調査より |                                        |  |
| 1970年（昭和45年） | 4,483人                                |  |
| 1975年（昭和50年） | 11,499人                               |  |
| 1980年（昭和55年） | 16,452人                               |  |
| 1985年（昭和60年） | 18,826人                               |  |
| 1990年（平成2年） | 21,336人                               |  |
| 1995年（平成7年） | 23,811人                               |  |
| 2000年（平成12年） | 24,005人                               |  |
| 2005年（平成17年） | 24,953人                               |  |
| 2010年（平成22年） | 23,728人                               |  |
| 2015年（平成27年） | 22,054人                               |  |
| 2020年（令和2年） | 21,714人                               |  |

奈良県統計

- 2007年10月1日現在 :　24,475人
- 人口増加率（2002年→2007年） : -1.0%

## 歴史
古代、大和国葛下郡の地。
「上牧」の名の由来は、当町が緩やかな丘陵地帯で放牧に適した土地であったことからその名がついたとされている。戦国期には下牧地区に片岡城が築かれた。 
上牧村は元和5年から明治4年まで大和郡山藩領であり、享保9年の『郷鑑』によると、村高801石8斗6升3合、新村・五軒屋・三軒屋・「穢東山」の各枝郷を有している。1889年の市制町村制実施により、上牧村・下牧村・中筋出作方が合併し、上牧村が誕生すると、東山村は葛下郡上牧村大字上牧の一集落となる。同地には18世紀後半から農業以外に博労や大和川水運の積荷運送に携わる人々が増加しており、幕末には履物の生産が始まっていた。その人口増加率をみると、享保9年の人口は146名であったのが、約140年後の1867年には731名、1873年には146戸766名と、約5倍に増加した。
1960年代より西大和ニュータウンの開発が始まり、西名阪道路の開通も相まって、人口が急増。近年では友が丘・緑ケ丘・葛城台などの新しい住宅地も開発されているが、先述の西大和ニュータウン区域（特に開発が早かった片岡台周辺）では住民が高齢化しており、人口そのものはほぼ横ばい状態となっている。しかし、人口密度は依然高く、奈良県で大和高田市に次いで第二位である。

### 沿革
- 1869年（明治2年）6月 - 版籍奉還により、上牧村・下牧村の2村と中筋出作が、それまでの郡山藩に引き続き、郡山県の治下に入る。
- 1871年（明治4年）11月 - 廃藩置県により、奈良県が成立。上牧村・下牧村と中筋出作は奈良県葛下郡の下に置かれる。
- 1888年（明治21年）8月 - 県から町村合併案を示されるが、上牧村は片岡村（北は上牧村から南は良福寺村まで）となり、下牧村は王寺村となっていたことに両村が反対。上牧・下牧・中筋出作の合併案を上申した。
- 1889年（明治22年）4月1日 - 町村制施行により、前記上申通り、葛下郡上牧村・下牧村・中筋出作の区域をもって上牧村が発足。村役場として、それまでの戸長役場（大字上牧378番地）があてられる。
- 1897年（明治30年）4月1日 - 葛下郡上牧村の所属郡が北葛城郡に変更。
- 1919年（大正8年）9月 - 上牧村役場が大字上牧378番地（南上牧）から大字上牧1875番地（三軒屋）に移転する。
- 1953年（昭和28年）4月 - 村が財政再建団体に指定される。
- 1972年（昭和47年）12月1日 - 上牧村が町制施行して上牧町となる。
- 1975年（昭和50年）8月 - 町役場新庁舎が現在の場所に開庁する。

### 町域の変遷
| 明治22年 | 明治29年 | 昭和47年 | 現在     |
| -------- | -------- | -------- | -------- |
| 奈良県   |          |          |          |
| 葛下郡   | 北葛城郡 | 北葛城郡 | 北葛城郡 |
| 上牧村   | 上牧村   | 上牧町   | 上牧町   |

## 行政
- 町長：今中　富夫
- 町議会：12名（無所属7、公明党2、日本共産党2、自由民主党1）（2017年5月15日改選）[2][3]

なお、衆議院議員選挙の選挙区は「奈良県第2区」、奈良県議会議員選挙の選挙区は「北葛城郡選挙区」（定数：3）となっている。

## 経済

### 産業
奈良県でも有数の部落である上牧北方の主な産業は、草履や鼻緒の製造だった。また農業もあったが、おおかたは小さい小作農民で、その耕作地の8割ほどは隣村上中の大地主・黒松家の小作地だった。

### 商業施設
- ラスパ西大和店（上牧）

※2013年10月11日「アピタ西大和」としてオープン。県内では大和郡山店（大和郡山市田中町）に次いで2店目。
　※2019年11月26日ラスパ西大和に改称
- ニトリアピタ西大和店（上牧／アピタ西大和店内） - ユーホーム西大和店撤退後の跡地に2016年9月開店
- ケーズデンキ西大和店（上牧／アピタ西大和店内）
- Joshin 上牧店（上牧）
- コメリ ハード＆グリーン上牧店（上牧）
- レインボープラザ西大和（服部台）
- サンディ奈良上牧店（片岡台／セントラルヒルズ西大和）

### 金融機関
- 南都銀行　上牧支店（上牧）

※平成26年8月に服部台から移転。
- りそな銀行　西やまと支店（片岡台）

### 日本郵政グループ
（※2014年6月現在）
- 日本郵便株式会社
  - 西大和片岡台郵便局（片岡台） - ゆうちょ銀行ATMのホリデーサービス実施局。
  - 西大和まきのは郵便局（下牧） - ゆうちょ銀行ATMのホリデーサービス実施局。
  - 上牧簡易郵便局（上牧）
  - 上牧西簡易郵便局（中筋出作）

上牧町内全域の集配業務は香芝郵便局（香芝市下田西）が担当している。

## 地域

### 教育

#### 高等学校
- 2005年3月、奈良県立上牧高等学校が同信貴ケ丘高等学校と合併し、西和清陵高校となる。西和清陵高校の校舎は旧信貴ケ丘高校の物を使用するため、上牧町からは高校は無くなった。
- 校舎は県立西和養護学校として使用されている。

#### 中学校
- 上牧町立上牧中学校
- 上牧町立上牧第二中学校

#### 小学校
- 上牧町立上牧小学校
- 上牧町立上牧第二小学校
- 上牧町立上牧第三小学校

#### 特別支援学校
- 奈良県立西和養護学校

### かつて存在した団体
- 上牧水平社 - 1922年[注 2]、西念寺を会場に創立大会が開かれる[6]。当時の中心的な同志は森岡定太郎、服部明治、森下清一、此原清八、藤本勝三郎、水原謙三郎、杉浦由松などであった[7]。

## 隣接する自治体
- 香芝市
- 北葛城郡
  - 王寺町
  - 河合町
  - 広陵町

## 交通

### 鉄道
- 町内に鉄道路線および駅はない。最寄り駅は、JR西日本和歌山線志都美駅。

### バス
- 奈良交通
  - 路線バス

王寺駅・五位堂駅と町内各地を結ぶ路線が運行されている。また、片岡台地区から大輪田駅へ向かうバスが平日に一日1本だけ運行されている。なお、当町から近い駅として畠田駅・志都美駅が挙げられるが、向かうバス路線は存在せず、アクセスするための道路も狭隘であるため、前述の駅よりも利用者は少ない。
  - 夜行高速バスやまと号（京成バスと共同運行）

上牧町役場前・片岡台三丁目⇔本厚木駅・横浜駅・京成上野駅・東京ディズニーリゾート・西船橋駅・津田沼駅

### 道路
2017年3月31日時点で町内にガソリンスタンドは存在せず 、給油の際は近隣市町に行く必要がある。

#### 有料道路
- 西名阪自動車道（町内にインターチェンジはない）

#### 県道
- 主要地方道
  - 奈良県道14号桜井田原本王寺線
- 一般県道
  - 奈良県道203号上中下田線
  - 奈良県道253号中筋出作川合線

## 著名な出身者

### 政治・経済
- 服部三男雄（弁護士、検事、参議院議員）
- 服部憲春[9]（上牧村村長） - 部落解放同盟上牧支部長で、上牧町議会副議長・服部公英の祖父[10]。
- 服部安司[9]（衆議院議員、参議院議員、郵政大臣）
- 牧浦小重郎[11]（奈良県会議員、上牧村村長、篤農家[12]）

### 芸能
- 浪江有里（いもうと）
- ライセンス (お笑いコンビ)（上牧高校）
- 山口理恵（元声優・JTBエンタテインメント→81プロデュース所属）（上牧第二中学校）
- 渡辺美優紀（元NMB48）

### スポーツ
- 松代直樹　ガンバ大阪（上牧高校）
- 阿部浩之（ガンバ大阪→川崎フロンターレ→名古屋グランパス）元日本代表
- 湯川純平（ラグビー選手）(ジャパンラグビーリーグワンリコーブラックラムズ東京所属)（河合第二中学校)
- 守屋都弥（サッカー選手) (INAC神戸レオネッサ所属)（上牧中学校)

## 名所・旧跡・観光スポット・祭事・催事

### 主な宗教施設

#### 神社
- 智照神社
- 貴船神社
- 春日神社
- 稲荷神社
- 二郡大神
- 穴大神
- 伊邪那岐神社

#### 寺院
- 光専寺
- 浄安寺
- 明善寺
- 教証寺
- 念願寺
- 光隆寺
- 西念寺
- 即得寺
- 教円寺
- 宗念寺

### 城跡
- 片岡城跡

### その他観光スポット
- 大和神の牧温泉 虹の湯